# Diocesi di Hakha
La diocesi di Hakha (in latino Dioecesis Hakhanensis) è una sede della Chiesa cattolica in Birmania suffraganea dell'arcidiocesi di Mandalay. Nel 2025 contava 36.485 battezzati su 269.102 abitanti. È retta dal vescovo Lucius Hre Kung.

## Territorio
La diocesi comprende parte dello stato Chin e la parte settentrionale della divisione di Sagaing.
Sede vescovile è la città di Hakha, dove si trova la cattedrale di San Giuseppe.
Il territorio è suddiviso in 29 parrocchie.

## Storia
La diocesi è stata eretta il 21 novembre 1992, ricavandone il territorio dall'arcidiocesi di Mandalay.
Il 22 maggio 2010 e il 25 gennaio 2025 ha ceduto porzioni del suo territorio a vantaggio dell'erezione rispettivamente delle diocesi di Kalay e di Mindat.

## Cronotassi dei vescovi
Si omettono i periodi di sede vacante non superiori ai 2 anni o non storicamente accertati.
- Nicholas Mang Thang (21 novembre 1992 - 30 novembre 2011 nominato arcivescovo coadiutore di Mandalay)
- Lucius Hre Kung, dal 19 ottobre 2013

## Statistiche
La diocesi nel 2025 su una popolazione di 269.102 persone contava 21.073 battezzati, corrispondenti al 7,8% del totale.
| anno | popolazione | popolazione | popolazione | presbiteri | presbiteri | presbiteri | presbiteri                | diaconi | religiosi | religiosi | parrocchie |
| anno | battezzati  | totale      | %           | numero     | secolari   | regolari   | battezzati per presbitero | diaconi | uomini    | donne     | parrocchie |
| ---- | ----------- | ----------- | ----------- | ---------- | ---------- | ---------- | ------------------------- | ------- | --------- | --------- | ---------- |
| 1999 | 69.000      | 1.117.708   | 6,2         | 28         | 28         |            | 2.464                     |         | 2         | 48        | 25         |
| 2000 | 67.535      | 1.168.257   | 5,8         | 30         | 30         |            | 2.251                     |         | 4         | 48        | 25         |
| 2001 | 71.904      | 879.655     | 8,2         | 28         | 28         |            | 2.568                     |         | 4         | 48        | 25         |
| 2002 | 74.866      | 923.637     | 8,1         | 34         | 34         |            | 2.201                     |         | 4         | 74        | 24         |
| 2003 | 75.234      | 969.818     | 7,8         | 43         | 43         |            | 1.749                     |         | 4         | 93        | 24         |
| 2004 | 76.867      | 1.016.179   | 7,6         | 47         | 47         |            | 1.635                     |         | 4         | 114       | 26         |
| 2006 | 84.453      | 1.121.718   | 7,5         | 46         | 46         |            | 1.835                     |         | 4         | 166       | 28         |
| 2010 | 31.624      | 485.247     | 6,5         | 44         | 44         |            | 718                       |         |           | 56        | 31         |
| 2013 | 32.395      | 721.527     | 4,5         | 52         | 50         | 2          | 622                       |         | 4         | 83        | 38         |
| 2016 | 33.479      | 722.000     | 4,6         | 54         | 52         | 2          | 619                       |         | 15        | 87        | 40         |
| 2019 | 36.054      | 724.480     | 5,0         | 63         | 63         |            | 572                       |         | 13        | 88        | 40         |
| 2021 | 36.485      | 699.062     | 5,2         | 65         | 65         |            | 561                       |         | 11        | 92        | 48         |
| 2023 | 37.276      | 723.366     | 5,2         | 67         | 67         |            | 556                       |         | 13        | 92        | 49         |
| 2025 | 35.467      | 627.968     | 5,6         | 87         | 87         |            | 407                       |         | 3         | 83        | 52         |
| 2025 | 21.073      | 269.102     | 7,8         | 39         | 39         |            | 540                       |         |           | 52        | 29         |